# Weberbauerocereus albus
Weberbauerocereus albus är en kaktusväxtart som beskrevs av Friedrich Ritter. Weberbauerocereus albus ingår i släktet Weberbauerocereus och familjen kaktusväxter. Inga underarter finns listade i Catalogue of Life.

## Bildgalleri

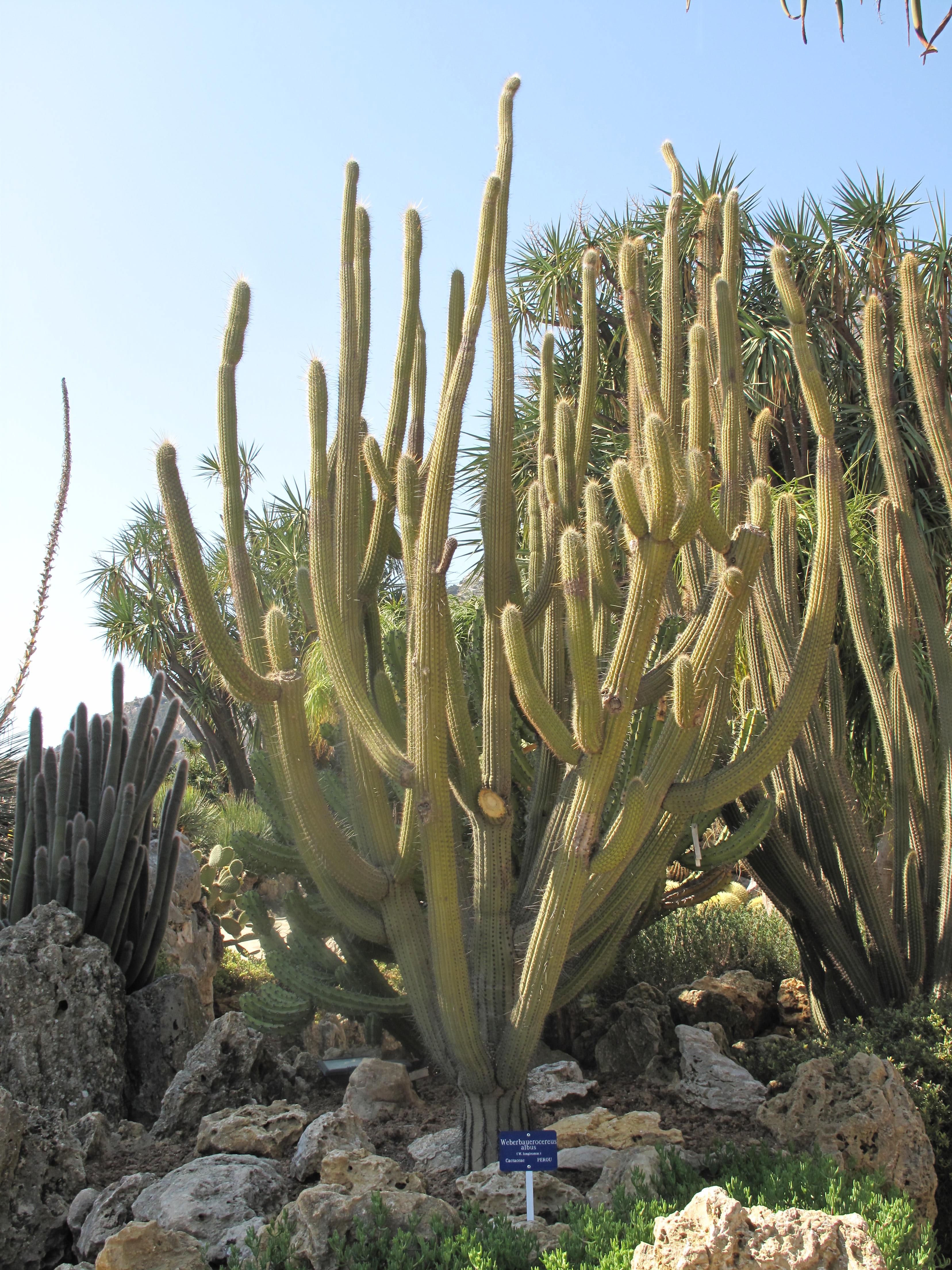
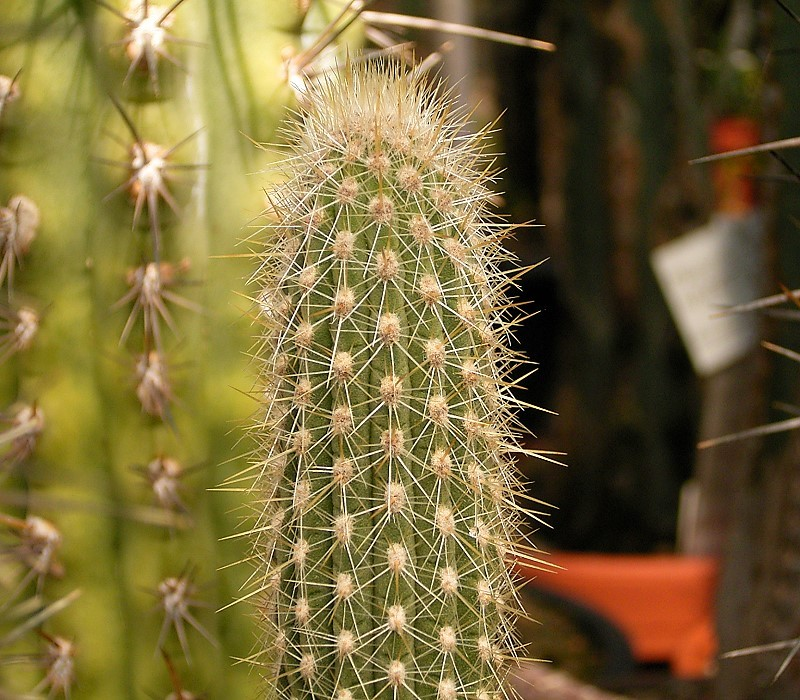
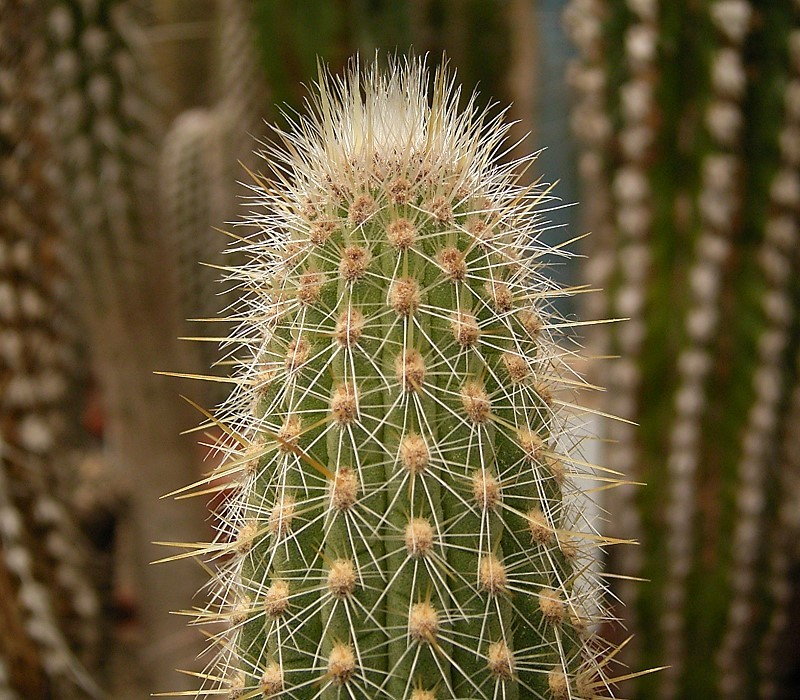